# Lytta aenea
Lytta aenea är en skalbaggsart som beskrevs av Thomas Say 1824. Lytta aenea ingår i släktet Lytta och familjen oljebaggar. Inga underarter finns listade i Catalogue of Life.